# Bukowina (dopływ Sąpólnej)
Bukowina – struga w północno-zachodniej Polsce, w woj. zachodniopomorskim, płynąca po Równinie Nowogardzkiej; lewobrzeżny dopływ rzeki Sąpólnej.
Struga bierze źródło na południowy wschód od wsi Dębice, skąd płynie na północ przy wschodniej części wsi Dębice. Następnie przechodzi pod mostem drogi wojewódzkiej nr 106 i płynie na północny zachód. Dalej między Jenikowem a Redłem odbiera dopływ spod Redła i odbija na wschód. Omija Jenikowo od wschodu i przy północnej części wsi odbiera dwa dopływy tj. spod Krasnołęki i spod Bagna. Następnie przepływa przez wieś Korytowo, za którą zmienia kierunek na wschodni i płynie do rzeki Sąpólnej, do której wpada przy zachodnim brzegu.
W 1955 roku zmieniono urzędowo niemiecką nazwę strugi – Buchriegen Graben, na polską nazwę – Grabinka. W 2006 roku Komisja Nazw Miejscowości i Obiektów Fizjograficznych w wykazie hydronimów przedstawiła nazwę Bukowina.